# Ćulije
Ćulije (Servisch cyrillisch Ћулије) is een plaats in de Servische gemeente Tutin. De plaats telt 76 inwoners (2002).